# Brodac Gornji
Brodac Gornji (cyr. Бродац Горњи) – wieś w Bośni i Hercegowinie, w Republice Serbskiej, w mieście Bijeljina. W 2013 roku liczyła 767 mieszkańców.